# Plexus venosus vertebralis internus
Plexus venosus vertebralis internus er et venøst plexus på indersiden af rygsøjlens hvirvelkanal. Den beklæder ydersiden af rygmarvens dura mater og danner et tæt netværk i det epidurale fedtvæv (fedtvæv uden for dura mater af rygmarven). Den anastomoserer frit med plexus venosus vertebralis externus igennem foramina intervertebrales og modtager venedrenage fra venae basivertebrales og venae spinales.
Plexet danner et tæt væv af vener på undersiden af kraniebunden, hvor denne møder rygsøjlen. Her anastomosterer den med vena vertebralis, sinusser fra den interne kraniebund, plexus basilaris, plexus venosus canalis hypoglossus og vena emissaria condylaris.

## Klinisk relevans
Anastomosen imellem de to plexus venosus vertebralis er klapløse og dermed i stand til at løbe begge veje, dette gælder også plexus venosus vertebralis externus' anastomoser med venerne på ydersiden af rygsøjlen. Begge plexer har altså forbindelse til venesystemer på tværs af kroppen og der dannes en portacava anastomose igennem veneplexerne.

## Referrencer
1. 1 2  Bojsen-Møller, Finn (2014). Bevægeapparatets Anatomi (13 udgave). Munksgaard. ISBN 978-87-628-0900-0.
2. ↑  Standring, Susan. Gray's anatomy : the anatomical basis of clinical practice (41st ed.). Philadelphia. ISBN 9780702052309.